# Metajana
Metajana is een geslacht van vlinders van de familie spinners (Lasiocampidae).

## Soorten
- M. chanleri Holland, 1896
- M. hypolispa Tams, 1930
- M. kilwicola (Strand, 1912)
- M. marshalli (Aurivillius, 1909)